# Aloe aculeata
Aloe aculeata és una espècie del gènere Aloe, de la família de les asfodelàcies. És originària de Sud-àfrica.

## Descripció

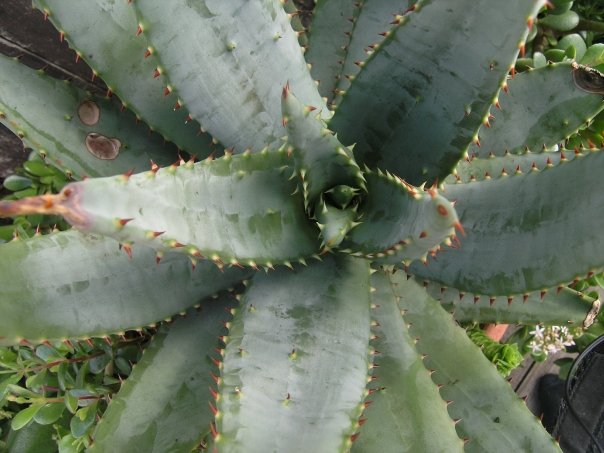
Vista superior de les fulles

Aloe aculeata és fàcilment diferenciada d'altres espècies similars pel conspicu tubercle d'espines a les fulles. Sol confondre's amb Aloe peglerae quan no està en flor, però la presència d'espines a la superfície foliar és una característica exclusiva d'Aloe peglerae.
Té una sola roseta de fins a un metre d'alçada i d'ample. Les fulles són llargues i bastant amples a la base (de 120 mm d'ample), de color verd, corbades cap a l'interior atorgant a la roseta un aspecte arrodonit. El marge de la fulla està armat amb dents triangulars de color marró rogenc. Una característica distintiva de la fulla és la presència de nombroses espines a la superfície. En algunes espècies les espines són d'un color diferent al teixit circumdant que donen a la planta un aspecte motejat.
A les plantes joves la inflorescència és única, ja que la planta madura al maig i es divideix en 3 o 4 branques. Cada raïm és llarg i estret, disminuint gradualment a la punta. Les flors són de forma tubular, de 40 mm de longitud, i varien de color groc a taronja vermellós. Alguns espècimens són uniformes en color, mentre que altres són bicolors. Floreix de maig a juliol (a l'hemisferi nord).

## Distribució i hàbitat
Viu en zones de Sud-àfrica. Es pot trobar a diverses àrees de la província de Limpopo i a l'extrem nord de Mpumalanga, estenent-se a Zimbàbue, a les zones rocoses dels prats.

## Taxonomia
Aloe aculeata va ser descrita per Illtyd Buller Pole-Evans i publicada a Transactions of the Royal Society of South Africa 5: 34. 1915.

### Etimologia
- Aloe: nom genèric d'origen molt incert: podria ser derivat del grec άλς, άλός (als, alós), "sal" - donant άλόη, ης, ή (aloé, oés) que designava tant a la planta com al seu suc - a causa del seu gust, que recorda a l'aigua del mar.[3] D'aquí va passar al llatí ălŏē, ēs amb la mateixa acceptació, i que, en sentit figurat, significava també "amarg". S'ha proposat també un origen àrab, alloeh, que significa "la substància amarga brillant"; però és més probable un origen complex a través de l'hebreu ahal (אהל), freqüentment citat a texts bíblics.[4][5]
- aculeata: epítet llatí que significa "amb espines, agullons", fa referència a les que hi ha en el marge de les fulles.[6]